# Салтыков, Николай Иванович
Граф (с 8 сентября 1790), светлейший князь (с 30 августа 1814) Никола́й Ива́нович Салтыко́в (31 октября (11 ноября) 1736 — 24 мая (5 июня) 1816) — видный царедворец своего времени, официальный воспитатель великих князей Александра и Константина Павловичей, родоначальник княжеской ветви Салтыковых. Президент Военной коллегии (08.11.1796-08.09.1802). Председатель Государственного совета (29.03.1812-24.05.1816).
Павел I в знак признания былых военных заслуг сделал его генерал-фельдмаршалом, хотя Салтыков вышел в отставку, не имея сорока лет от роду, и последний раз был на поле боя за четверть века до этого назначения. После смерти Павла граф Салтыков в течение 2 лет формально возглавлял Мальтийский орден.

## Происхождение
Отец его, генерал-аншеф Иван Алексеевич, был сыном троюродного брата императрицы Анны Иоанновны и внуком П. С. Салтыкова, первого астраханского и смоленского губернатора. Мать — графиня Анастасия Петровна Толстая — приходилась внучкой петровскому сподвижнику П. А. Толстому и гетману И. И. Скоропадскому. Сестра Наталья была женой сановника А. П. Мельгунова; им принадлежал в столице целый Мельгунов остров (ныне Елагин). Брат Алексей, тамбовский наместник, выстроил подмосковную усадьбу Молоди. Среди двоюродных братьев — Дмитрий, Николай и Пётр Толстые. Известная «Салтычиха» была женой его дяди Глеба Алексеевича.

## Военная карьера
Николай Салтыков начал службу рядовым лейб-гвардии Семёновского полка, вступив в который в 1748 году, вместе с отцом участвовал в походе русского корпуса на Рейн. Во время Семилетней войны участвовал во многих сражениях с прусскими войсками. После победы при Кунерсдорфе над Фридрихом II, был послан в Санкт-Петербург с донесением главнокомандующего о победе и произведён в полковники. В 1761 году под командованием Румянцева сражался при взятии Кольберга. Император Пётр III произвёл Салтыкова в генерал-майоры.
Именным высочайшим указом 12 мая 1763 году Салтыков был назначен начальником отряда, состоявшего из трёх пехотных и одного кавалерийского полков, отправляемого в Польшу для поддержания партии Чарторижских, которым грозила опасность от приверженцев короля Августа III. В Польше Салтыков поступил со своим отрядом в распоряжение посла графа Кейзерлинга, согласно указаниям которого и должен был действовать. Поручение было весьма серьёзное, требовавшее от начальника отряда большого такта. До военных действий, на этот раз, дело не дошло, и Салтыков, как видно из письма императрицы Екатерины 19 августа 1763 года, получил приказание возвратиться с отрядом в Россию.
Одновременно с этим императрица поручала ему постараться вернуть в Россию скрывающихся в польских пределах беглых русских солдат и крестьян, «разведывая, где таковые находятся укрывающиеся, и сыскивая с собой забирать, не употребляя никакой строгости и озлобления обывателям». Всем беглым, большинство которых были старообрядцы, приказано было объявлять полное прощение. В последующие годы, включительно по 1768 год, русские войска под начальством Салтыкова ещё несколько раз входили в Польшу, где благодаря относительной мягкости не вызвали отторжения местных жителей. В 1766 году за деятельную службу Салтыкову был пожалован орден Святой Анны, в 1767 году чин генерал-поручика.
Затем Салтыков принял участие в Русско-турецкой войне. В 1769 году содействовал князю Голицыну в осаде и занятии Хотина, командуя отдельным деташаментом, он между прочим производил рекогносцировку, с целью подробнейшего определения неприятельских сил. В Хотин русские войска вступили 10 сентября. Собственноручное письмо императрицы 20 сентября 1769 года, в котором ему жалуется орден Святого Александра Невского, свидетельствует об отличном отзыве о нём главнокомандующего.
Этим походом заканчивается боевая деятельность Салтыкова. Вскоре после взятии Хотина он, по причине расстроенного здоровья, оставил армию и уехал за границу, где провел три года, посетив Берлин и Париж.

## Посредник между Павлом и Екатериной

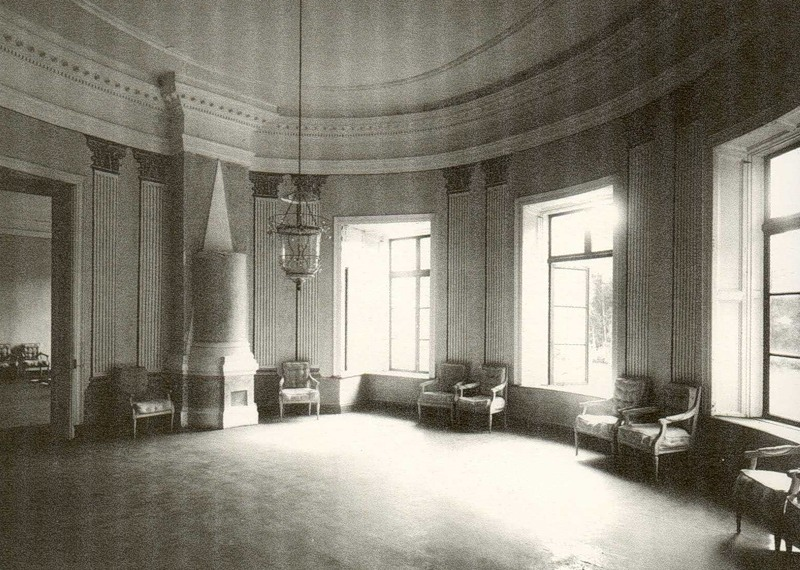
Внутреннее убранство усадьбы Черкутино-Снегирево

По возвращении на родину Салтыков был осыпан милостями Екатерины. 21 апреля 1773 года получил чин генерал-аншефа и пост вице-президента Военной коллегии с повелением находиться при наследнике цесаревиче Павле Петровиче вместо графа Никиты Ивановича Панина.
5 ноября 1773 года императрица писала Салтыкову: «…Я вас избрала, чтобы быть при сыне моем, а на какой ноге и при какой должности, о том завтра поутру, в десятом часу, когда вы ко мне придете, я сама с вами изъяснюсь». В письме же к сыну, в котором императрица уведомляет его о назначении Салтыкова, она, между прочим, пишет: «при тебе будет лицо значительное и не для того только, чтобы придать важности твоим выходам, но и для того, чтобы оно держало в порядке людей, назначенных к твоему двору… Чрез него к тебе будут представляться иностранцы и другие лица, он будет заведовать твоим столом и прислугой, смотреть за порядком и за необходимою внешностью твоего двора. Этот человек исполненный честности и кротости и везде, где он ни служил, им были довольны. Я определяю тебе Салтыкова, который не называясь гофмаршалом твоего двора, будет исполнять эту должность, как увидишь из приложенной записки, излагающей его обязанности».
Поначалу Павел с недоверием принял человека, приставленного матерью наблюдать за ним. Однако этот прирождённый царедворец умел отлично приспособляться к самым затруднительным обстоятельствам: «никогда ни к чему открыто не стремился, но всегда добивался того, чего ему втайне хотелось», как пишет Ф. Головкин. В отличие от большинства близких к Павлу людей, Салтыков пользовался одинаковым расположением как императрицы, так и её наследника, а также по мере сил поддерживал между ними добрые отношения.
Вместе с великим князем Павлом Петровичем Салтыков посетил в 1776 году Берлин, где состоялось обручение великого князя с племянницей прусского короля принцессой Вюртембергской, а в 1781 и 1782 годах сопровождал великокняжескую семью в её путешествии по Европе. В 1781 году был назначен генерал-адъютантом. 24 ноября 1782 года Екатерина II наградила Салтыкова орденом Святого Андрея Первозванного и произвела затем в подполковники лейб-гвардии Семёновского полка (это было высокой наградой, поскольку в этом полку числился только один полковник — сама Екатерина II), назначив сенатором и членом Совета при высочайшем дворе.

## Воспитатель престолонаследников

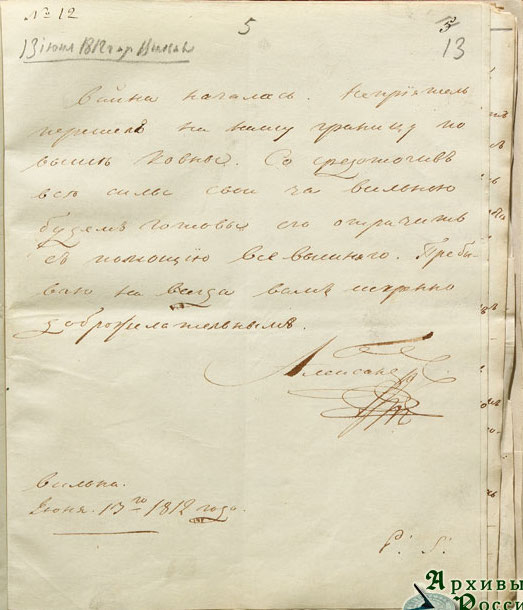
Письмо Александра I графу Н. И. Салтыкову

В марте 1784 года императрица поручила Салтыкову воспитание своих внуков Александра и Константина. Это назначение сильно возвысило его в глазах света, тем более что, по словам Ф. Ф. Вигеля, «старый царедворец, желая в будущем ещё более умножить кредит свой, маленьких наследников престола умел окружить малолетными же сыновьями своими, близкими и дальними родственниками». В 1786 году получил участок между селом Павловским и Царским селом, где построил здание, позднее названной дачей Салтыкова, курировал начатые в 1787 или 1788 году работы по возведению парка Александровой дачи, который, располагаясь ближе к Павловску, однако иллюстрировал написанную Екатериной II для внука Сказку о царевиче Хлоре.
Отлично изучив к тому времени придворную «науку», Салтыков заботился главным образом о том, чтобы приучить своих воспитанников к лавированию между противоречивыми требованиями царственной бабки и родителей. В других же отношениях современники не считали его способным к воспитанию детей. Некоторые биографы возлагают ответственность за уклончивый и скрытный нрав Александра I именно на его наставника Салтыкова.
21 мая 1788 года Салтыков получил орден Святого Владимира большого креста первой степени. В 1790 году, в дни празднования мира со Швецией, Николай Иванович получил титул графа Российской империи, а затем — 5 тыс. крестьянских душ на присоединенных к России польских территориях. За воспитание великих князей ему был подарен дом в Санкт-Петербурге, 100 тыс. руб. и 25 тыс. руб. годового пенсиона. После смерти Г. А. Потёмкина в 1791 году он был назначен исполняющим должность президента Военной коллегии.
Салтыков, как считается, содействовал сближению престарелой императрицы с Платоном Зубовым. В последние годы долгого царствования влияние его достигло при дворе своего зенита. «Вообще, кроме тех дел, в которых он сам с удивительным искусством умудрялся не принимать участия, ничего не происходило при современном ему дворе, в чём он так или иначе не был замешан своими интригами», — свидетельствовал о том времени граф Ф. Г. Головкин.

## Последние почести
Вступив на престол, император Павел I в знак уважения произвёл графа Салтыкова 8 ноября 1796 года в чин генерал-фельдмаршала с назначением президентом Военной коллегии, а в 1799 году поручиком и гофмейстером ордена Святого Иоанна Иерусалимского. Однако реального влияния на дела при своём воспитаннике граф не имел.
А. М. Грибовский утверждал, что, когда Салтыков докладывал императору дела высшей государственной важности, то всегда поддерживал господствующее мнение, «в делах же, собственно ему порученных, управляем был письмоводителем, а в домашних супругою неограниченно; писал собственною рукою по старинному, затруднительно». 

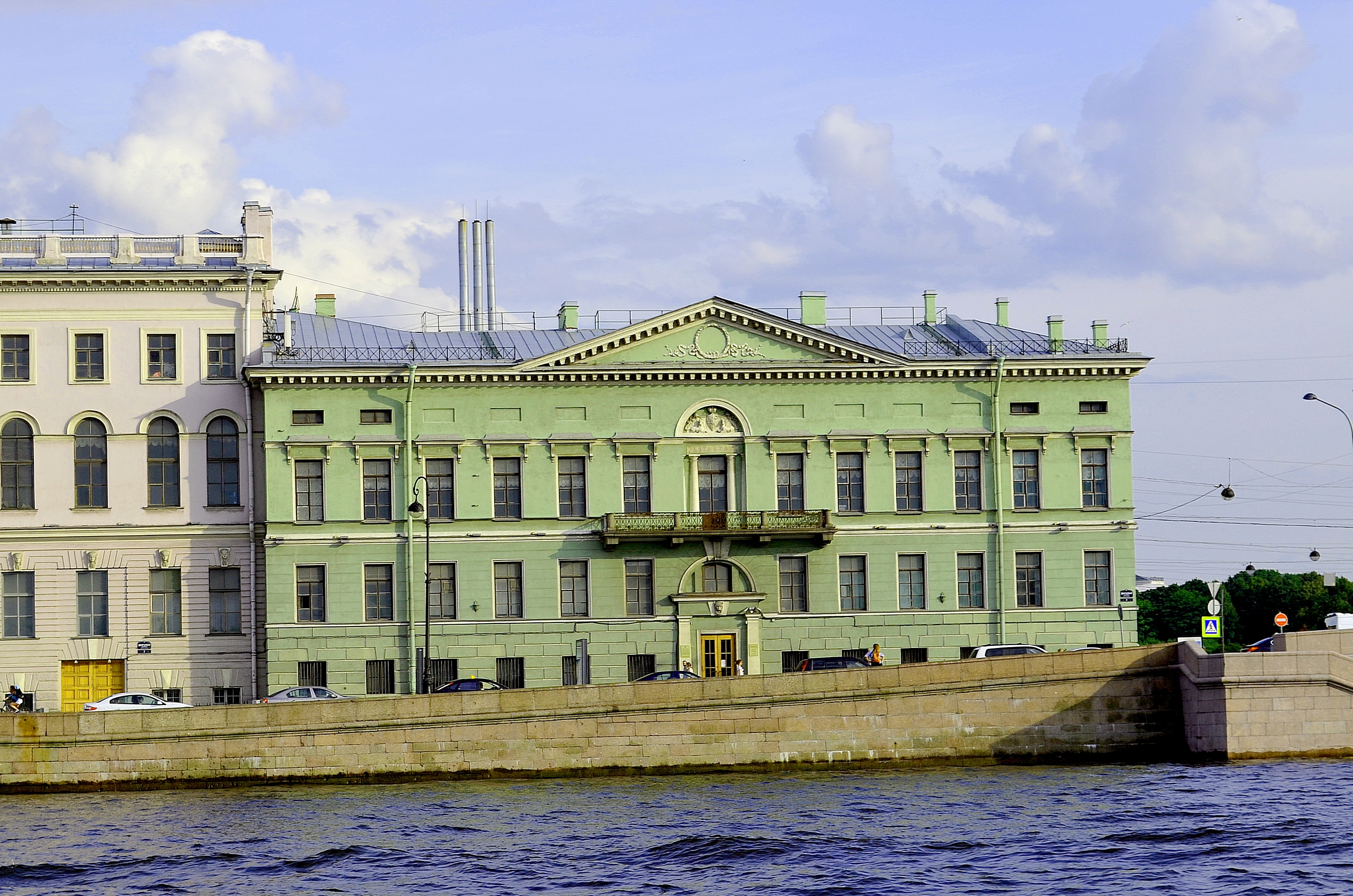
Дом Н. И. Салтыкова на Дворцовой набережной

Александр I в день своей коронации удостоил графа своим портретом, украшенным алмазами. С началом наполеоновских войн Салтыкову было поручено управление комитетом учрежденного земского войска. В год Отечественной войны с 29 марта — председатель Государственного совета и Комитета министров.
Во время заграничных походов русской армии в 1813—1814 годах, когда Александр I находился при армии, Салтыков фактически выполнял в России функции регента. После возвращения царя в Санкт-Петербург он был возведён 30 августа 1814 года в княжеское достоинство Российской империи с титулом светлости.
Умер 24 мая (5 июня) 1816 года (по родословной книге князя Долгорукова 16 мая); похоронен рядом с женой в Снегирёво Юрьевского уезда Владимирской губернии под алтарём Крестовоздвиженской церкви.

## Чины
- Генерал-майор (28.02.1762)

- Генерал-поручик (22.09.1767)

- Генерал-аншеф (21.04.1773)

- Генерал-фельдмаршал (08.11.1796)

## Награды
Российские:
- Орден Святой Анны (08.02.1766)

- Орден Святого Александра Невского (20.09.1769)

- Орден Святого Андрея Первозванного (24.11.1782)

- Орден Святого Владимира 1-й степени (21.05.1788)

- Каменный дом в Санкт-Петербурге и столовый серебряный сервиз (03.02.1796)

- Орден Святого Иоанна Иерусалимского, большой командорский крест (30.03.1799)

- Портрет императора Александра I, украшенный алмазами, для ношения в петлице (15.09.1801)

Иностранные:
- Французский орден Кармельской Богоматери и Святого Лазаря Иерусалимского
- Польский орден Белого орла

## Владения
Помимо известного дома на Дворцовой набережной, в последние свои годы (1814—1816) князь Салтыков занимал ещё в столице особняк по адресу: Большая Морская улица, 33.
Из загородных имений Салтыкова наиболее примечательно Черкутино (Черкватино) в сорока верстах от Владимира; там родился М. М. Сперанский. Усадьба была до неузнаваемости перестроена в советское время. Сейчас пустует и если ей не дадут надлежащий уход, может быть утеряна. Об архитектуре и внутреннем убранстве усадьбы дают представление фотографии дореволюционного фотографа Н. И. Александрова, в настоящее время хранящиеся в МУАР. Некоторые из них были опубликованы.
Также владел усадьбой Красное в Подмосковье, которая была сильно разрушена в 1812 году французами.
Через 7 дней прибыли к главной квартире в Красной Пахре, что в 32 верстах от Москвы по Калужской дороге. Князя Кутузова я нашел в величественном дворце графа Салтыкова, где мне отвели место, предназначенное скорее для лета, нежели осени, но ничуть не хуже, чем у моих спутников. Излишне перечислять полученные нами знаки внимания и доброты, являвшие собою череду щедрых и лестных одолжений.Английский генерал Роберт Томас Вильсон
Потомки князя Салтыкова владели этой усадьбой вплоть до 1913 года.

## Мемуарные свидетельства

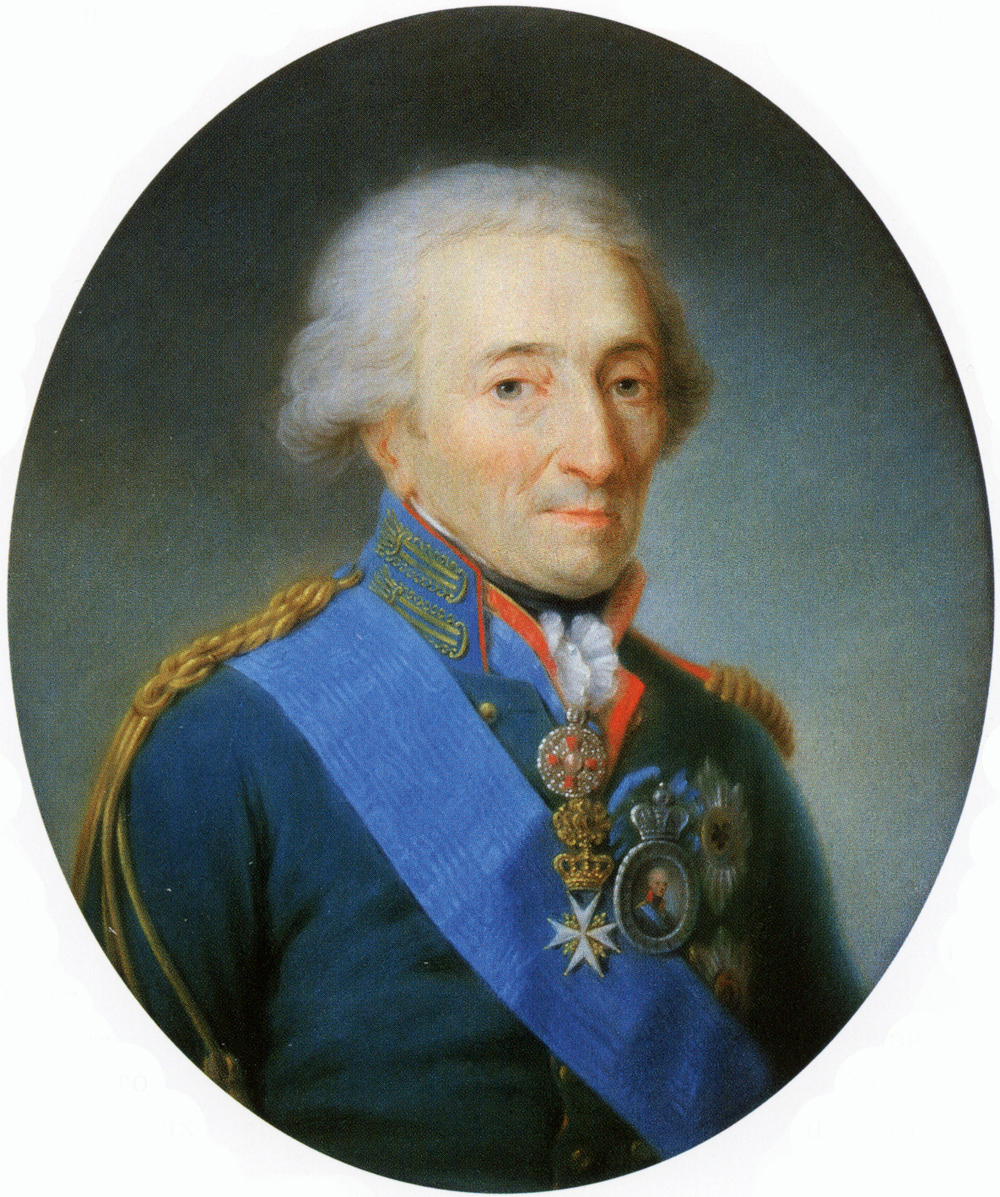
Граф Салтыков в преклонном возрасте

«Лицо имел всегда осклабленное; тупей высокий, причесанный по тому времени с пудрою и помадою; носил на ноге фонтанель и от того ходя прихрамывал; когда стоял, то часто нижнее своё платье с левой стороны подергивал; мундир носил военный, зелёный, равно как и камзол; был всегда нараспашку; вместо сапогов носил черные штиблеты и подпирался костыльком; был очень набожен и долго по утрам молился», — так описывал Салтыкова в конце екатерининской эпохи статс-секретарь Грибовский.
Ф. П. Толстой в своих записках представляет Салтыкова как «маленького роста старичка, худощавого, сгорбленного, с длинным носом и в военном мундире; он ходил всегда поддергивая штаны, как будто боясь, что они свалятся; это было очень смешно и карикатурно». Относительно религиозности старого князя Толстой держится мнения, что «он был большой ханжа: носил на шее, кроме креста, множество маленьких финифтяных образков, носил их даже во всех карманах».
Сходное описание находим и у графа Головкина: «Это был человек небольшого роста, с жёлтым лицом, очень живыми глазами, вежливыми манерами и притворным подергиванием лицевых мускулов, благодаря чему он мог придавать своему лицу желательное выражение и подготовлять ответы на щекотливые вопросы, не признавая при этом ни веры, ни правды, кроме как для своих ближних и для самого себя, и обладая позорной алчностью и неизменным лукавством».
По мнению князя И. М. Долгорукова, Салтыков «внутренне любил только себя и не способен был благодетельствовать, когда требовалась на то некоторая упругость в характере, настойчивость в поступках и твердость в правилах». Другие мемуаристы отмечают его уклончивость, хитрость, умение жить и ладить с людьми самых несхожих характеров.

## Семья

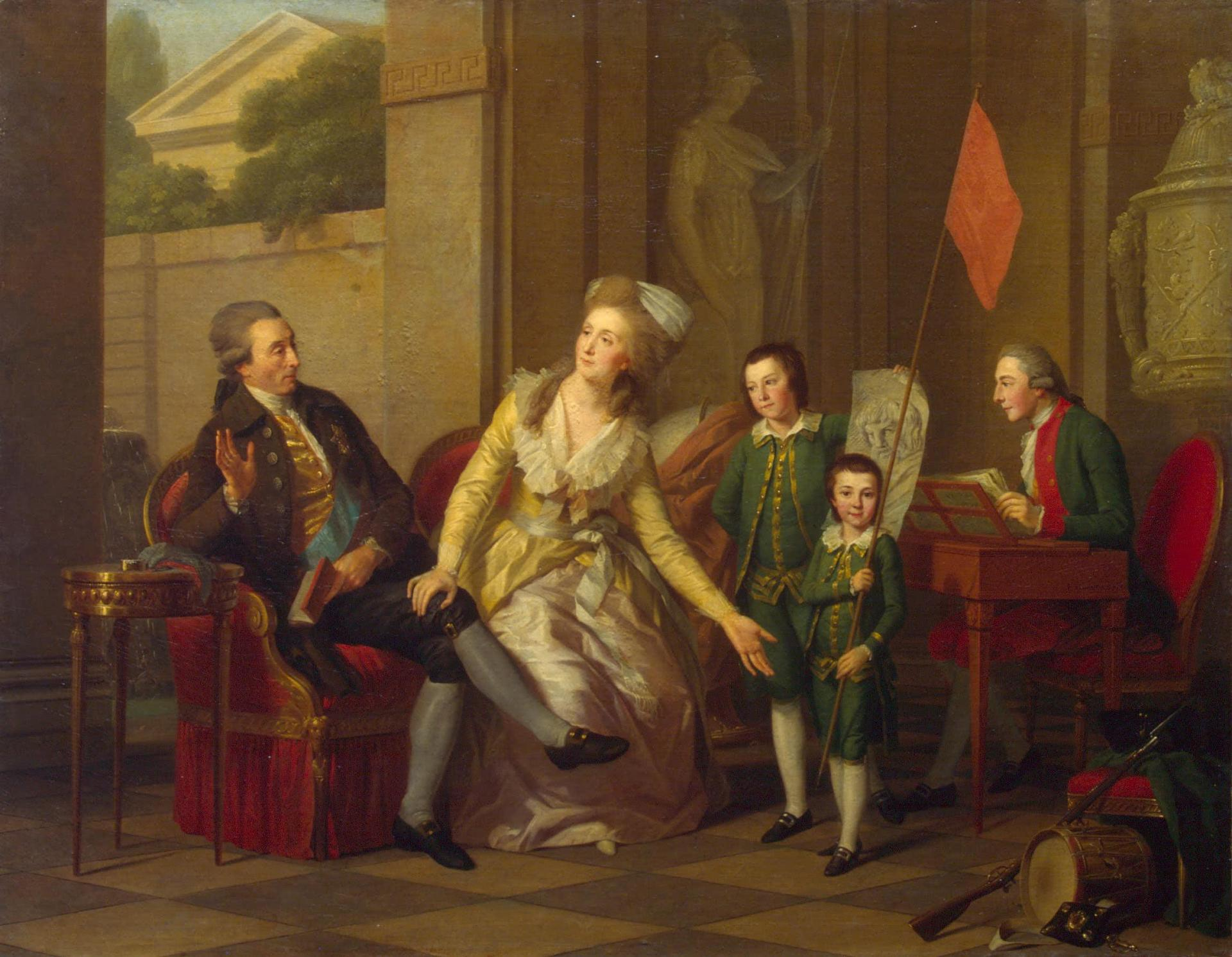
Князь Салтыков с женой и сыновьями Дмитрием и Александром

В домашних делах «паркетный фельдмаршал» полностью подчинялся влиянию своей жены (с 1762 года) Натальи Владимировны, урождённой княжны Долгоруковой (1737—1812), дочери князя Владимира Петровича и княжны Елены Васильевны Хилковой. В браке имели трёх сыновей:
- Дмитрий Николаевич (1767—1826), был слепым от рождения, действительный камергер, отец коллекционеров Петра и Алексея Салтыковых.
- Александр Николаевич (1775—1837), тайный советник.
- Сергей Николаевич (1776—1828), действительный тайный советник[17].